# Eugeniusz Muszyński
Eugeniusz Stefan Muszyński, ps. „Rydz” (ur. 1919 w Łasku, zm. 22 lutego 2010 w Tomaszowie Mazowieckim) – polski nauczyciel, członek Armii Krajowej, major Wojska Polskiego w stanie spoczynku, kombatant, społecznik, długoletni dyrektor Liceum Pedagogicznego w Tomaszowie Mazowieckim, przewodniczący Miejskiej Rady Narodowej w Tomaszowie Mazowieckim w latach 1971–1972.

## Życiorys
Po ukończeniu liceum pobierał (aż do wybuchu II wojny światowej) naukę w Seminarium Nauczycielskim w Piotrkowie Trybunalskim. Edukację tę przerwał wybuch wojny.
We wrześniu 1939 roku wstąpił ochotniczo do 36 pułku piechoty i brał udział w obronie Warszawy. Trafił do niewoli niemieckiej, ale niebawem został zwolniony. Powrócił do Łasku. Pracował jako robotnik niewykwalifikowany. Ukrywał się pod fałszywym nazwiskiem. W styczniu 1941 roku wstąpił do Armii Krajowej, przyjmując pseudonim „Ryś”. Brał udział w wywiadzie i w tajnym nauczaniu. Po wojnie uczył matematyki w szkołach w Łasku, Sycowie, Zgierzu i w Tomaszowie Mazowieckim. Jednocześnie uzupełniał wykształcenie, studiując w Liceum Pedagogicznym w Zgierzu (absolwent z r. 1947) i w łódzkiej WSP. Po ukończeniu studiów (1954) został powołany na stanowiska dyrektora Liceum Pedagogicznego w Tomaszowie Mazowieckim. Funkcję tę pełnił przez 17 lat. Po likwidacji tegoż Liceum (1971) zorganizował Technikum Samochodowe i Szkołę Zawodową (obec. ZSP nr 3). Równocześnie udzielał się w pracy społecznej. Działał w ZNP, TPD, ZBoWiD i w Związku Kombatantów RP i Byłych Więźniów Politycznych, pełniąc odpowiedzialne funkcje we strukturach miejskich, wojewódzkich i krajowych.
Przez kilka kadencji był radnym tomaszowskim. W latach 1971–1972 przez półtora roku sprawował funkcję przewodniczącego MRN w Tomaszowie Mazowieckim, wówczas najwyższy urząd w mieście. Powróciwszy do pracy nauczycielskiej w roku 1972 został dyrektorem Ośrodka Szkolno-Wychowawczego. Na tym stanowisku pracował do r. 1980. Będąc na emeryturze kontynuował pracę społeczną.
Otrzymał liczne odznaczenia, m.in. Srebrny (1953) i Złoty Krzyż Zasługi, Krzyż Kawalerski i Oficerski Orderu Odrodzenia Polski, Medal „Za udział w wojnie obronnej 1939”, Medal za Warszawę 1939–1945, Medal za Długoletnie Pożycie Małżeńskie (1997), tytuł „Zasłużonego Nauczyciela” i inne odznaczenia.
Został pochowany 25 lutego 2010 na Cmentarzu Komunalnym w Tomaszowie Mazowieckim (przy ul. Dąbrowskiej). 